# Aleksandr Dolgushin
Aleksandr Ivánovich Dolgushin (Moscú, 7 de marzo de 1946 - Moscú, 17 de abril de 2006) fue un jugador de waterpolo de la Unión Soviética.

## Biografía
Sus oponentes le apodaron "el asesino" ya que realizaba una defensa muy fuerte contra hombres grandes, como la que tuvo lugar en la final olímpica de 1972 contra el húngaro Istvan Szivos Jr.
En 2010 entró a formar parte de la lista de honor del International Swimming Hall of Fame.

## Clubs
- TsSK VMF

## Palmarés
Como jugador de la selección de la Unión Soviética
- Oro en el Campeonato Mundial de waterpolo de Cali 1975
- Oro en los juegos olímpicos de Múnich 1972
- Plata en los juegos olímpicos de México 1968